# Попова, Людмила Валерьевна
Людмила Валерьевна Попова (Тарасова) — российская спортсменка (вольная борьба). Бронзовый призёр чемпионата мира.

## Карьера
Трехкратная обладательница Кубка СССР. В сентябре 1992 года во французском Вийёрбане завоевала на чемпионате мира бронзовую медаль, стал первым призёром из Красноярского края на чемпионатах мира по вольной борьбе. С 2000 по апрель 2001 года работала тренером по вольной борьбе в зеленогорской СДЮСШОР «Олимп», что в Красноярском крае.

## Спортивные результаты
- Чемпионат мира по борьбе 1991 — 4;
- Чемпионат мира по борьбе 1992 — ;